# Викоти
Вико́ти — село в Бісковицькій сільській громаді Самбірського району Львівської області України. Населення становило 1829 осіб за переписом населення 2001 року.

## Історія
Вперше згадки про село Викоти є в середині XV ст., тоді село належало пану Фредерікові Яцемірському і входило до Перемиської землі. Згодом власницею стала його дочка Анна.
В рядах Української Галицької армії воювали уродженці села Викоти - це Зарідкий Михайло та Шовко Іван.
Біля села Викоти знаходиться городище княжої доби (IX–XII ст.).
Відзначилось село також і в роки повстанської війни, у селі знаходилась ланка ОУН (м).
Є в селі середня загальноосвітня школа І-III ступенів, у якій навчається 200 дітей.
Викоти відзначаються значними спортивними досягненнями на обласному рівні. Існує ФК «Штурмовик».
Відомо, що в селі в 1928 та 1936 рр. існувала господарсько-кредитна спілка «Самопоміч».

## Населення

### Мова
Розподіл населення за рідною мовою за даними перепису 2001 року:
| Мова       | Кількість | Відсоток |
| ---------- | --------- | -------- |
| українська | 1827      | 99.90%   |
| російська  | 1         | 0.05%    |
| польська   | 1         | 0.05%    |
| Усього     | 1829      | 100%     |

## Церква Зіслання Святого Духа

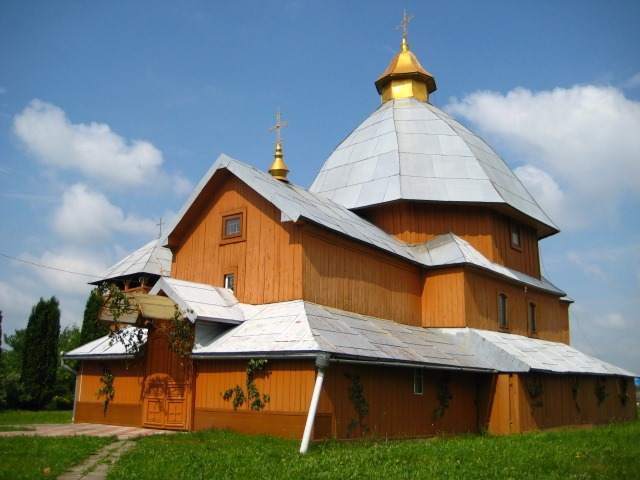

У селі Викоти знаходиться дерев`яна церква - пам'ятка архітектури національного значення. В честь Зіслання Святого Духа 1671.
Дерев`яна церква — стоїть неподалік дороги, на південній околиці села. Найдавніші відомості про церкву Зіслання Святого Духа зустрічаються в документах 1507 р. Існуюча дерев`яна будівля зведена у 1671 р., як свідчить напис на одвірку. Церква була православною до 1691 року, коли Перемисько - Самбірська - Саніцька єпархія змушена була перейти на унію, прийняту майже 100 років тому у Бересті. В той час село належало панам Оріховським.
Над вхідними дверима, можна побачити фігурку голуба, вирізьбленого з дерева. Голуб, як відомо, у християнстві символізує Святого Духа. Дзвіниця XVII ст. розміром 4,0 м. х 4,0 м. на другому ярусі має підсябиття. Поруч розташований цвинтар. Загалом церква запам`яталася виразним силуетом в якому домінує форма бані.
При церкві в дзвіниці був великий дзвін вагою 500-600 кг., вилитий в 1715 році і  реквізований в Першу світову війну австро-угорським урядом.